# Robert-Jungk-Bibliothek für Zukunftsfragen
Die Robert-Jungk-Bibliothek für Zukunftsfragen (JBZ) geht auf eine von dem Zukunftsforscher und Journalisten Robert Jungk 1985 gegründete Stiftung zurück und ist eine staatlich anerkannte gemeinnützige Einrichtung, die sich in der österreichischen Landeshauptstadt Salzburg befindet. Das Institut ist Mitglied im Dachverband Salzburger Kulturstätten und wurde für ihre Bildungsarbeit unter anderem mit dem Österreichischen Umweltzeichen für Bildungseinrichtungen ausgezeichnet.
Die Finanzierung erfolgt über öffentliche Mittel, Aufträge und Projekte sowie Mitgliedsbeiträge und Spenden. In der JBZ arbeiten Experten unterschiedlicher wissenschaftlicher Disziplinen.

## Leitbild
Die JBZ versteht sich als „Informationszentrale für alle die Zukunft betreffenden Fragen und Probleme werden. Ziel ist die Sammlung und Vermittlung von zukunftsrelevanten Informationen an die breite Öffentlichkeit, die Förderung interdisziplinären und zukunftsoffenen Denkens und die Schaffung von Möglichkeiten zur Begegnung“.

## Programmbereiche
Die zur Stiftung gehörende Referenzbibliothek umfasst 16.000 Medien (Stand 2020). Vierteljährlich wird das Buchmagazin pro zukunft herausgegeben. Mehrmals im Monat findet eine Diskussionsveranstaltung, die JBZ-Montagsrunde, statt. Bei der Veranstaltungsreihe JBZ-Zukunftsbuch stellen zudem Autorinnen und Autoren neueste Publikationen vor, bei JBZ-Projekte des Wandels werden zivilgesellschaftliche Initiativen zur Diskussion gestellt. Seit 2012 werden JBZ-Arbeitspapiere publiziert, den Podcast Was kommt danach? gibt es seit 2020. Jedes Jahr findet die JBZ-Herbstschule statt, ein mehrtägiger Workshop, um klimatische Herausforderungen und Perspektiven gemeinsam mit Experten und Expertinnen zu diskutieren. Mit der FH Salzburg organisiert die JBZ außerdem das jährliche Festival Science meets Fiction. Regelmäßig werden auch Zukunftswerkstätten-Ausbildungen angeboten. In Kooperation mit der Stadt Salzburg wird einmal pro Jahr das Robert-Jungk-Stipendium für Zukunftsforschung vergeben.

### Buchmagazin
Das Buchmagazin pro zukunft wurde 1987 von Robert Jungk gegründet. Im vierteljährlichen Rhythmus stellt das Magazin über 30 Neuveröffentlichungen aus dem Sachbuchbereich vor. Alle Rezensionen seit 1987 finden sich in der digitalen Datenbank pro zukunft. Beiträge aus aktuellen Ausgaben werden einige Wochen nach Erscheinungsdatum eingespeist und der Öffentlichkeit kostenfrei zur Verfügung gestellt.

### JBZ-Montagsrunde
2010 gründete Stefan Wally das Format der JBZ-Montagsrunde. Mehrmals im Monat können in diesem Rahmen Interessierte kostenfrei an Diskussionen zu wechselnden Themen sowohl online als auch vor Ort teilnehmen. Der zweistündige Ablauf ist stets gleich: Eine eingeladene Person hält einen Impulsvortrag und bietet damit den Ausgangspunkt für die anschließende Diskussion. Auch werden die konkreten Inhalte der jeweiligen Veranstaltung in einem separat aufgenommenen Video festgehalten und auf Youtube veröffentlicht. Themen und Vortragsgästen waren bisher unter anderem:
- Anton Thuswaldner: Mit dem Barock fing alles an. Warum Salzburg so ist wie es ist
- Helga Amesberger: Sexarbeit in Österreich
- Jutta Ditfurth: Nach Pegida?
- Patsy l’Amour laLove: Identität und Kollektiv im aktuellen Diskurs
- Robert Misik und Srećko Horvat: Das Ende des Kapitalismus

### JBZ-Zukunftsbuch
Die Veranstaltungsreihe JBZ-Zukunftsbuch ist seit 2012 eine Plattform für Publikationen, die von der Robert-Jungk-Bibliothek für Zukunftsfragen als besonders empfehlenswert bzw. gesprächsanregend eingestuft werden. Autorinnen und Autoren stellen regelmäßig ihre Neuveröffentlichung vor. Im Anschluss findet je eine offene Diskussions- und Fragerunde statt. Unter den eingeladenen Personen und besprochenen Büchern waren beispielsweise:
- Andreas Zumach: Globales Chaos und machtlose UNO
- Christian Felber: Geld. Die neuen Spielregeln
- Christine Ax und Fritz Hinterberger: Wachstumswahn
- Marianne Gronemeyer: Gute Arbeit, gibt es die noch?
- Niko Paech: Befreiung vom Überfluss. Chancen und Barrieren einer Postwachstumsökonomie

### JBZ-Projekte des Wandels
Die Veranstaltungsreihe JBZ-Projekte des Wandels stellt Initiativen sowie praktische Neuansätze für eine sozialökologische Transformation und einen Gesellschaftswandel zur Diskussion. Unter den eingeladenen Personen waren etwa: 
- Maria Kapeller: Verantwortlich reisen
- Noomi Anyanwu u. a.: Antirassismus. Politik & Praxis
- Patrick Fuchs u. a.: (Wie) geht Energiegemeinschaft?

### JBZ-Arbeitspapiere
Die JBZ-Arbeitspapiere werden seit 2010 von der Robert-Jungk-Bibliothek für Zukunftsfragen herausgegeben. Wissenschaftliche Themen werden darin in regelmäßigen Abständen aufgearbeitet und sollen zu gesellschaftlichen Diskussionen anregen. Abwechselnd schreiben renommierte Wissenschaftler aus unterschiedlichen Fachgebieten, auch junge Forscher werden bewusst integriert und gefördert. Fast alle Publikationen können kostenlos heruntergeladen werden. Eine Auswahl der JBZ-Arbeitspapiere findet sich hier:
- Christian Schwendinger: Zukunftswerkstätten. Geschichte, Entwicklung, Wirkung[15]
- Ernestine Depner-Berger, Stefan Wally: Wer sich von der politischen Teilhabe verabschiedet[16]
- Helga Embacher: Aber zuerst bin ich Weltbürger, dann erst Jude -Robert Jungks Judentum[17]
- Elmar Altvater: Was uns Robert Jungk bei der Suche nach Optionen für ein anderes Wirtschaften auf den Weg geben kann[18]
- Thomas Lehner: Welche Faktoren entscheiden über die Chancen von Kindern. Bildungswege in Österreich[19]